# 414
| 414                |
| ------------------ |
| Dødsfald - Fødsler |
|                    |

| Gregoriansk kalender | 414 CDXIV               |
| Ab urbe condita      | 1167                    |
| Armensk kalender     | I/T                     |
| Kinesiske kalender   | 3110 – 3111 癸丑 – 甲寅 |
| Etiopisk kalender    | 406 – 407               |
| Jødisk kalender      | 4174 – 4175             |
| Hindukalendere       |                         |
| - Vikram Samvat      | 469 – 470               |
| - Shaka Samvat       | 336 – 337               |
| - Kali Yuga          | 3515 – 3516             |
| Iransk kalender      | 208 BP – 207 BP         |
| Islamisk kalender    | 215 BH – 213 BH         |

## Begivenheder

### Asien
- Det Sydlige Liang, der er et af "de 16 kongeriger" i det nordlige Kina, bliver erobret af nabostaten Det Vestlige Qin og ophører med at eksistere.

### Europa
- Ved årets begyndelse er der for første gang siden 406 ingen modkandidater til kejser Honorius titel som vestromersk kejser.
- Årets romerske consuler er to generaler, Flavius Constantius fra vest og den østromerske Magister militum per Thracias, Flavius Constans.
- Det visigotiske folk, ledet af kong Ataulf, er i det sydlige Gallien. Ataulf er for tiden allieret med det Vestromerske rige.
- Det meste af Hispania (Spanien) kontrolleres af alaner, sveber og vandaler. Det vestromerske rige er ude af stand til at fordrive dem.
- Januar, Ataulf fornærmer romerne ved at udråbe senator Priscus Attalus til vestromersk kejser, og dermed er der igen en modkejser til Honorius.
- Januar, Ataulf gifter sig i Narbonne med kejser Honorius' halvsøster Galla Placidia. Brylluppet holdes i romersk stil med store gaver, hentet fra visigoternes plyndringer i det foregående tiår.
- Hvedebrødsdagene mellem visigoter og vestromere varer ikke længe. General Constantius indleder en blokade af de galliske havne, og der bliver hungersnød blandt visigoterne.
- 4. juli, i det østromerske rige bliver den 15-årige Aelia Pulcheria officielt regent for sin to år yngre bror, kejser Theodosius 2.. Hun udnævner sig selv til kejserinde, augusta.

## Dødsfald
- Yujiulü Hulü, hersker over Rouran khanatet i det nuværende Mongoliet.